# نجيب جمشير
نجيب صالح جمشير (ولد في 13 سبتمبر 1944 في المحرق، البحرين - توفي في 21 فبراير 2015 في المحرق، البحرين) طبيب وأستاذ جامعي وصاحب أعمال بحريني. يعتبر أول استشاري للأشعة في البحرين وأحد كبار رواد وزارة الصحة وكوادرها المتخصصة في مجال الأشعة.

## النشأة والتعليم
وُلد جمشير في 13 سبتمبر 1944 في المحرق بالبحرين.
أنهى دراسته الثانوية بمدرسة الهداية الخليفية وكان من ضمن الدفعة الأولى في دراسة الطب في الجامعة الأميركية في بيروت حيث تم ابتعاثه للدراسة العام 1960. تخرج في الجامعة في العام 1969.
في العام 1971 حصل على الدبلوما العليا في مجال الأشعة وتدرب خلال هذه الفترة وبعدها في كل من بريطانيا وبيروت إلى أن حصل على شهادة الزمالة في العام 1974.
حصل على الدبلوم في إدارة الخدمات الصحية في العام 1996.

## المسيرة المهنية
عمل في البحرين لدى انتهاء الدراسة وتخصص في مجال الأشعة. ثم التحق مباشرة بالعمل في قسم الأشعة بمجمع السلمانية الطبي في العام نفسه. عمل استشاري ورئيس قسم الأشعة في يوليو العام 1974 وحتى العام 2005. شغل منصب نائب رئيس الأطباء بين العامين 1980 و1982. بدأ في إدخال فحوصات الماموغرام لفحص الثدي منذ سبعينات القرن العشرين وابتدأ بالتصوير بالموجات فوق الصوتية في العام 1980. عمل على إدخال الأشعة المقطعية للقسم في العام 1985 والأشعة النووية في العام 1994 إلى جانب وحدة القسطرة في العام 1995 والأشعة الملونة التي أدخل فيها التحكم عن بعد في العام نفسه والتصوير بالرنين المغناطيسي في العام 1996. تولى رئاسة رئيس لجنة التراخيص بوزارة الصحة بين العامين 2002 و2005. في العام 2005 تم تعيينه مستشار لوزير الصحة.
في العام 1983 عمل أستاذ مساعد بكلية الطب بجامعة الخليج العربي وهو من ضمن الأطباء المؤسسين بالكلية.
كذلك من من إسهاماته في مجال الطب:
- ترأس برنامج التدريب لفنيي الأشعة الذي كان تابعاً لكلية العلوم الصحية في العام 1976 وحتى 1977.
- أحد المحررين في مجلة البحرين الطبية منذ العام 1980.
- عضو إداري في جمعية الأطباء البحرينية.
- من المؤسسين للجمعية العربية الإفريقية الشرق أوسطية للأشعة في العام 1998.
- عضو في لجنة التعليم الطبي المستمر وأول عضو بحريني في المجلس العربي للتخصصات الصحية وعضو فعال في لجنة عقد الامتحانات.
- لديه أكثر من 29 منشورة طبية على الصعيد الإقليمي.[7]

في عام 2011 قرر جمشير إنشاء شركة مركز البحرين للأشعة.

## التكريم والجوائز
في العام 2006 حصل على وسام الكفاءة من الدرجة الأولى من ملك البحرين.

## الحياة الشخصية
متزوج من أستاذة جامعية في قسم الرياضيات في جامعة البحرين ولديهما ابنان: صالح وسيف. في عام 2016 حصل ابنه سيف على بعثة ضمن برنامج ولي العهد للمنح الدراسية العالمية والتحق للدراسة في جامعة باث بالمملكة المتحدة.

## الوفاة
توفي جمشير في يوم السبت 21 فبراير 2015.